# Мещерево
Мещерево (баш. Мишәр, также Мещерово) — деревня в Шаранском районе Республики Башкортостан Российской Федерации. Основана в 1698 году. Ныне входит в состав Акбарисовского сельсовета, в 1929—2009 годах была центром Урсаевского сельсовета, с 1950-х по 2000-е годы имела статус села. Большую часть советского периода население деревни превышало 300 человек, по переписи 2021 года оно составляет 132 человека.

## География

### Географическое положение
Находится на правом берегу речки Шалтык, на автодороге 80Н-554 «Шаран — Акбарисово». Расстояние до:
- районного центра (Шаран): 6 км,
- центра сельсовета (Акбарисово): 11 км[5],
- ближайшей ж/д станции (Туймазы): 38 км.

### Климат
По комплексу природных условий деревня, как и весь район, относится к лесостепной зоне и характеризуется умеренно континентальным климатом со всеми его особенностями: неустойчивость и резкие перемены температуры, неравномерное выпадение осадков по годам и временам года. В деревне довольно суровая и снежная зима с незначительными оттепелями, поздняя прохладная и сравнительно сухая весна, короткое жаркое лето и влажная прохладная осень.
| Показатель                                                  | Янв. | Фев. | Март | Апр. | Май | Июнь | Июль | Авг. | Сен. | Окт. | Нояб. | Дек. |
| ----------------------------------------------------------- | ---- | ---- | ---- | ---- | --- | ---- | ---- | ---- | ---- | ---- | ----- | ---- |
| Средний суточный максимум, °C                               | −9   | −7   | 0    | 10   | 19  | 23   | 25   | 23   | 17   | 8    | −1    | −7   |
| Средний суточный минимум, °C                                | −15  | −15  | −9   | 0    | 7   | 11   | 13   | 12   | 7    | 1    | −6    | −13  |
| Норма осадков, мм                                           | 28   | 26   | 32   | 35   | 44  | 62   | 45   | 44   | 47   | 51   | 40    | 37   |
| Источник: Климат Мещерево. Дата обращения: 8 сентября 2024. |      |      |      |      |     |      |      |      |      |      |       |      |

## История
Деревня основана в 1698 году как Канмурзино, когда Канмурза с товарищами заключили договор о припуске с башкирами Кыр-Еланской волости Казанской дороги, марийцы платили вотчинникам за припуск по 10 копеек со двора в год. В частности, с берегов Камы приехала семья Мещера, которая занималась животноводством и пчеловодством, также присоединились Иркины и другие семьи. В 1707 году были припущены ещё несколько семей марийцев. Мещер (в честь которого была переименована деревня) и его сын Четлык Мещеров (1728—1786) были марийскими старшинами. Марийцы, проживавшие на землях Надыровой волости Казанской дороги, входили в категорию тептярей и бобылей. По III ревизии они были в команде старшины Ювмета Янтемирова.
46 жителей деревни участвовали в восстании Пугачёва. По данным IV ревизии 32 души мужского пола были в тептярской команде старшины Читлека Мещерова.
По VIII ревизии 1834 года — деревня Мещерова 4-го тептярского стана Белебеевского уезда Оренбургской губернии. Тептяри владели землёй совместно с башкирами-вотчинниками.
В конце 1865 года — деревня Мещерева 3-го стана Белебеевского уезда Уфимской губернии при речке Шалтыке. Жители занимались сельским хозяйством и пчеловодством, имелась водяная мельница.
В 1895 году — деревня Мещерова Кичкиняшевской волости V стана Белебеевского уезда. По описанию, данному в «Оценочно-статистических материалах», деревня находилась по пологому склону, при реке Шалтык. Надел находился в одном месте, селение — на юго-востоке надела. В последнее время лес был расчищен. Поля были возле селения, по склону реки Шалтык. Почва — около трети чернозём, около двух третей — чернозём с примесью глины и песка. Лес был в одном участке, по горе к юго-западу от селения. В 1905 году также показана мельница.
По данным подворной переписи, проведённой в уезде в 1912—13 годах, деревня Мишарова (Мещерова) входила в состав Мещеровского сельского общества Кичкиняшевской волости. 5 хозяйств из 53 не имели надельной земли. Количество надельной земли составляло 640 казённых десятин (из неё 21,79 сдано в аренду 3 хозяйствами), в том числе 23 десятины усадебной земли, 512 десятин пашни и залежи, 60 — леса, 5 — сенокоса и 40 — неудобной земли. Также 20 хозяйств купили товариществом 133,20 десятин земли, а 80,58 десятин земли было арендовано единолично 11 хозяйствами. Посевная площадь составляла 263,73 десятины, из неё 130 десятин занимала рожь, 52,12 — овёс, 23,37 — просо, 19 — пшеница, 18,62 — греча, 18,12 — горох и 2,50 — полба. Из скота имелась 154 лошади, 167 голов крупного рогатого скота, 301 овца и 67 коз, также 14 хозяйств держали 95 ульев пчёл. 1 человек занимался промыслами.
В 1923 году произошло укрупнение волостей, и деревня вошла в состав Шаранской волости Белебеевского кантона Башкирской АССР. Первый колхоз в деревне назывался «Ленин корно», в 1930—1931 годах она входила в состав колхоза «10 лет Башкирии», который затем распался. В 1926 году открылась начальная школа, в 1929 году — сельский клуб. В том же году в деревне разместился центр Урсаевского сельсовета. В 1936 году появилась изба-читальня.
В 1930 году в республике было упразднено кантонное деление, образованы районы. Деревня вошла в состав Туймазинского района, а в 1935 году — в состав вновь образованного Шаранского района. В 1939 году — деревня Мещерево, центр Урсаевского сельсовета Шаранского района. В 1949 году школа стала семилетней.
В 1950–70-х годах населённый пункт отмечен как село Мешерево. В 1960 году село стало центром отделения совхоза «Мичуринский», из которого в 1972 году выделился совхоз «Акбарисовский».
В начале 1963 года в результате реформы административно-территориального деления село было включено в состав Туймазинского сельского района, с марта 1964 года — в составе Бакалинского, с 30 декабря 1966 года — вновь в Шаранском районе.
В 1978 году в селе разместилась библиотека. В 1999 году село по-прежнему входило в состав совхоза «Акбарисовский». В середине 2000-х село Мещерево вновь получило статус деревни. В 2009 году Урсаевский сельсовет вместе с деревней Мещерево вошёл в состав Акбарисовского.
По состоянию на 2015 год в личных подсобных хозяйствах деревни имелось 92 головы крупного рогатого скота (в том числе 35 коров), 83 овцы и козы, 25 свиней и 708 голов птицы.

## Население
В 2015 году население деревни по данным регистрации составляло 179 человек в 58 семьях, из них 15 детей до 7 лет, 23 ребёнка от 7 до 16 лет, 61 мужчина и 41 женщина трудоспособного возраста и 13 мужчин и 26 женщин старше трудоспособного возраста.
| Год  | Методика              | Жителей | Мужчин | Женщин | Дворов | Преобладающие национальности/сословия         | Источники            |
| ---- | --------------------- | ------- | ------ | ------ | ------ | --------------------------------------------- | -------------------- |
| 1783 | IV ревизия            | 63      | 33     | 30     | н/д    | н/д                                           | [ 32 ] [ 8 ]         |
| 1795 | V ревизия             | 71      | 36     | 35     | н/д    | н/д                                           | [ 32 ] [ 8 ]         |
| 1816 | VII ревизия           | н/д     | 44     | н/д    | н/д    | н/д                                           | [ 8 ]                |
| 1834 | VIII ревизия          | 96      | 49     | 47     | 15     | тептяри                                       | [ 32 ] [ 8 ] [ 10 ]  |
| 1859 | X ревизия             | 109     | 67     | 42     | 21     | припущенники                                  | [ 8 ] [ 33 ]         |
| 1865 | текущий учёт          | 100     | 65     | 35     | 26     | все черемисы                                  | [ 11 ]               |
| 1895 | текущий учёт          | 207     | 101    | 106    | 34     | н/д                                           | [ 12 ]               |
| 1902 | сведения земства      | н/д     | 120    | н/д    | 42     | припущенники военного звания                  | [ 34 ]               |
| 1905 | текущий учёт          | 274     | 134    | 140    | 42     | н/д                                           | [ 14 ]               |
| 1912 | подворная перепись    | 270     | 140    | 130    | 53     | припущенники из черемисов                     | [ 15 ]               |
| 1917 | с/х перепись          | 291     | н/д    | н/д    | 54     | все мари                                      | [ 35 ]               |
| 1920 | перепись              | 304     | 140    | 164    | 56     | н/д                                           | [ 36 ]               |
| 1920 | перепись              | 305     | н/д    | н/д    | 58     | 297 марийцев в 57 дворах, 8 русских в 1 дворе | [ 37 ]               |
| 1925 | подготовка к переписи | н/д     | н/д    | н/д    | 59     | н/д                                           | [ 36 ]               |
| 1939 | перепись              | 355     | 158    | 197    | н/д    | н/д                                           | [ 20 ]               |
| 1959 | перепись              | 325     | 138    | 187    | н/д    | марийцы                                       | [ 23 ] [ 24 ]        |
| 1970 | перепись              | 345     | 145    | 200    | н/д    | марийцы                                       | [ 25 ] [ 26 ]        |
| 1979 | перепись              | 302     | 125    | 177    | н/д    | марийцы                                       | [ 38 ] [ 39 ]        |
| 1989 | перепись              | 200     | 93     | 107    | н/д    | марийцы                                       | [ 40 ] [ 41 ] [ 28 ] |
| 2002 | перепись              | 204     | 111    | 93     | н/д    | марийцы (95 %)                                | [ 41 ] [ 42 ]        |
| 2010 | перепись              | 179     | 99     | 80     | н/д    | н/д                                           | [ 43 ]               |
| 2021 | перепись              | 132     | н/д    | н/д    | н/д    | 125 марийцев, 5 башкир и 2 русских            | [ 3 ]                |

## Инфраструктура
Деревня электрифицирована и газифицирована, водопровод отсутствует, в 2010 году установлена АТС на 48 номеров. Действуют машинно-тракторная мастерская, складской сектор, теплицы, карьер для добычи песчано-гравийной смеси и пилорама. В деревне две улицы — Центральная с грунтовым покрытием и Школьная (часть автодороги 80Н-554 «Шаран — Акбарисово», покрытая щебнем), протяжённость улично-дорожной сети составляет 3,32 км. По состоянию на 2015 год общая площадь деревянных домов составила 2415,2 м², а каменных — 521,8 м².
Из объектов культурно-бытового обслуживания действуют основная общеобразовательная школа на 150 учащихся по проекту (на 2015 год — 73 ученика) с дошкольным отделением на 25 мест, сельский клуб на 100 мест с библиотекой, фельдшерско-акушерский пункт, два небольших частных магазина товаров повседневного спроса, до недавнего времени работало почтовое отделение. К северо-востоку от деревни находится кладбище площадью 1,44 га и заполненностью 80 %. Деревню обслуживает Шаранская центральная районная больница, почтовое отделение находится в районном центре, селе Шаран.

### Комментарии
1. ↑  По официальным данным переписи.
2. ↑  По данным современного подсчёта по сохранившимся подворным карточкам.
3. ↑  125 жителей деревни использовали марийский язык, 90 жителей использовали русский